# Symfonie nr. 41 (Mozart)
Symfonie nr. 41 in C majeur (KV 551), ook wel bekend als de Jupitersymfonie, is de laatste symfonie van Mozart, samen met zijn voorgaande Veertigste Symfonie in een paar weken tijd gecomponeerd in 1788. De Eenenveertigste Symfonie (misschien wel Mozarts bekendste), werd voor zover na te gaan nooit tijdens zijn leven opgevoerd.
Hoewel de symfonie onder de naam Jupiter bekend is, is deze benaming niet van Mozart zelf afkomstig. Dit werd waarschijnlijk gedaan door zijn impresario Johann Peter Salomon in een ouder arrangement voor het stuk voor piano. De naam die verwijst naar de Romeinse oppergod Jupiter refereert aan het krachtige, misschien zelfs wel Olympische karakter van het stuk.

## Delen
De symfonie bestaat uit de klassieke symfonievorm:
1. Allegro vivace
2. Andante cantabile
3. Menuetto
4. Molto allegro

Typerend voor de symfonie is de vijfstemmige fuga aan het einde van het Molto allegro, maar meerdere fugatische elementen zijn te vinden in het werk. Het hoofdthema bestaat uit vier noten die gaandeweg worden toegepast in een complexe beweging. Vier andere thema's zijn te horen in de finale, welke in sonatevorm worden gepresenteerd. Hierin is duidelijk contrapunt hoorbaar, gebaseerd op Mozarts bestudering van deze muziekvorm, door de vijf thema's in elkaar te vervlechten. Mozart leek met zijn laatste symfonie al zijn kennis, kracht en talent samen te voegen, hetgeen resulteerde in een meesterwerk.